# Кемпе, Джулия
Джулия Кемпе — математик немецкого происхождения; специалист по квантовому компьютеру и квантовой физике.

## Биография
Между 1992 и 1995 годами она оканчивает бакалавриат по математике и по физике в Университете Вены. В 1996 году она получает степень магистра передовых исследований по алгебре в Университете Пьера и Марии Кюри, и в 1997 году по теоретической физике в Высшей нормальной школе. Между 1997 и 1998 годами она занимает должность ассистента в Калифорнийском университете в Беркли, где она также поступает в докторантуру. Между 1999 и 2001 работает в качестве младшего научного сотрудника. Она защищает диссертацию по квантовым вычислениям под названием Универсальные Бесшумные Квантовые Вычисления: Теория и Применение в 2001 году под руководством Элвина Берликампа и Биргитты Уэйли. Параллельно, она защищает в том же году диссертацию в области квантовых вычислений Квантовые Вычисления: Случайные блуждания и Запутанность в Высшей школе телекоммуникаций в Париже.
В 2001 году она становится научным сотрудником в Национальном центре научных исследований внутри лаборатории по исследованиям в области информатики в Университете Париж-Юг, где она проводит исследования по Адиабатическим квантовым вычислениям и теории сложности. С 2007 года она работает в качестве временно откомандированного лица от Национального центра научных исследований в Тель-авивском Университете в Израиле.

## Награды
- 2006: Бронзовая медаль Национального центра научных исследований в 2006[5]
- 2006: Приз Ирен Жолио-Кюри молодая женщина-ученый[6]
- 2008: Лауреат стипендии Starting Grant от Европейского исследовательского совета
- 2010: Трофей Золотая женщина в области исследований[7]
- 2010: Кавалер французского Ордена «За заслуги»[8]